# Karamo Brown
Karamo Brown (Houston, 2 de novembro de 1980) é um apresentador de televisão americano, personalidade de reality show, psicoterapeuta e ativista. Brown começou sua carreira em 2004 no reality da MTV The Real World: Philadelphia. Atualmente, ele estrela como especialista cultural na série Queer Eye, da Netflix.

## Vida pessoal
Brown nasceu em Houston, Texas, o filho mais novo depois de três filhas de pais jamaicanos. Ele se assumiu como gay aos 15 anos de idade. Brown cresceu em Coral Springs, Flórida, e estudou na Escola Marjory Stoneman Douglas, em Parkland, em 1999. Após o atentado a tiros que ocorreu na escola em 2018, Brown se tornou um membro ativo do Nunca mais MSD, um movimento iniciado pelos estudantes que defende uma legislação de segurança para armas de fogo. Ele se formou na Florida A&M University, uma universidade historicamente negra, e trabalhou como assistente social por cerca de uma década depois de The Real World.
Em 2007, Brown descobriu que era o pai de um menino de 10 anos de idade, Jason, e ganhou sua custódia nesse mesmo ano. Brown também adotou Chris, meio-irmão de Jason, em 2010. Brown mudou-se para Los Angeles com seus dois filhos em 2011, onde residem atualmente. Em Maio de 2018, Brown ficou noivo de seu companheiro de oito anos, diretor Ian Jordan.

## Carreira
Karamo começou sua carreira na televisão no reality show da MTV The Real World: Philadelphia em 2004, tornando-se o primeiro gay negro em um reality. mais tarde, ele competiu no Real World/Road Rules Challenge: The Inferno II, tendo sido eliminado no sexto episódio. Brown retornou ao mundos dos realities participando de The Next 15 em 2016, programa que seguiu  a vida de Brown e de outros cinco estrelas de reality shows.
Atualmente, ele é o anfitrião do programa da  MTV Are You The One: Segundas Chances. Brown também é o especialista cultural no remake de Queer Eye na Netflix. A primeira temporada foi lançada no Netflix em fevereiro de 2018.

## Ativismo Social
Brown co-fundou a 6in10.org, uma organização que trabalha para combater o estigma que cerca o HIV e fornece apoio para a saúde mental e educação sobre o vírus para comunidade afro-americana LGBT. Karamo é voluntário como um jovem conselheiro no Centro LGBT de Los Angeles. Brown também tem uma parceria com o Centro de Controle de Doenças e a Coalizão Nacional de Justiça Negra dos EUA como embaixador de saúde e bem-estar. Em 2014, Brown aliou-se à empresa farmacêutica Janssen como parte da campanha Positivamente Destemido, para empoderar a comunidade de gays e bissexuais. Em abril de 2018, ele se juntou a membros da Creative Coalition em uma viagem ao Capitólio para incidir ante os legisladores e a segunda-dama Karen Pence para aumentar os investimos  para o Fundo Nacional para as Artes.

## Prêmios e distinções
- 2018: Prêmio de Visibilidade da Campanha de Direitos Humanos[15][16]
- 2020: Primetime Emmy Award nomeado para Melhor Apresentador de Reality ou Programa de Competição[17]

## Filmografia

### Televisão
| Ano       | Título                                             | Papel                                | Notas                                                |
| --------- | -------------------------------------------------- | ------------------------------------ | ---------------------------------------------------- |
| 2001      | O Diário Da Princesa                               | Baterista da Escola                  |                                                      |
| 2005      | Real World/Road Rules Challenge                    | Ele mesmo                            | 7 episódios                                          |
| 2007      | The DL Chronicles                                  | Agente #1                            | Episódio: "Robert"                                   |
| 2012-2013 | Bethenny                                           | Ele mesmo Palestrante/Correspondente | 4 episódios                                          |
| 2013-2014 | Where the Bears Are!                               | Ronnie Bispo/ Repórter               | 7 episódios                                          |
| 2014-2016 | Dr. Drew na Chamada                                | Ele mesmo/Correspondente/Palestrante | 54 episódios                                         |
| 2015      | Huffpost Live                                      | Ele mesmo                            | 8 episódios                                          |
| 2015      | Sala De Vapor Histórias                            | Karamo                               | 4 episódios                                          |
| 2015      | Amor & Hip Hop: Hollywood                          | Ele mesmo                            | Episódio: "No Hip Hop"                               |
| 2016      | Access Hollywood Live                              | Ele mesmo                            | 7 episódios                                          |
| 2016      | A Próxima :15                                      | Ele mesmo                            | 7 episódios                                          |
| 2017      | Are You The One: Segundas Chances                  | Ele mesmo                            | Principal, 10 episódios                              |
| 2018      | Os diários de princesa reais: De Diana para Meghan | Ele mesmo                            | Filme para TV-documentário                           |
| 2018      | Queer Eye                                          | Ele mesmo                            | Principal, 16 episódios                              |
| 2018      | Mandou Bem!                                        | Ele mesmo                            | Participante, O Episódio: "Bónus: 3, 2, 1, Ya Feito" |

### Cinema
| Ano  | Título                             | Função              | Notas          |
| ---- | ---------------------------------- | ------------------- | -------------- |
| 2001 | O Diário Da Princesa               | Baterista da Escola | Filme          |
| 2014 | Lean                               | Karamo              | Curta-metragem |
| 2018 | Visível: A diáspora LGBT caribenha | Ele mesmo           |                |